# Hildesheim
Hildesheimⓘ là một thành phố thuộc bang Niedersachsen, Đức. Đô thị Hildesheim có diện tích 92,96 km², dân số thời điểm ngày 31 tháng 12 năm 2006 là 103.249 người. Thành phố này toạ lạc trong huyện Hildesheim, cự ly khoảng 30 km về phía đông nam của Hannover bên hai bờ sông Innerste, một nhánh của sông Leine. Thành phố có các tuyến đường bộ nối với A7, tuyến nối Kassel, Göttingen và Hannover, cũng như tuyến 1, 6, 243 và 494.
Trong thế chiến 2, thành phố bị bom oanh tạc vào năm 1945.

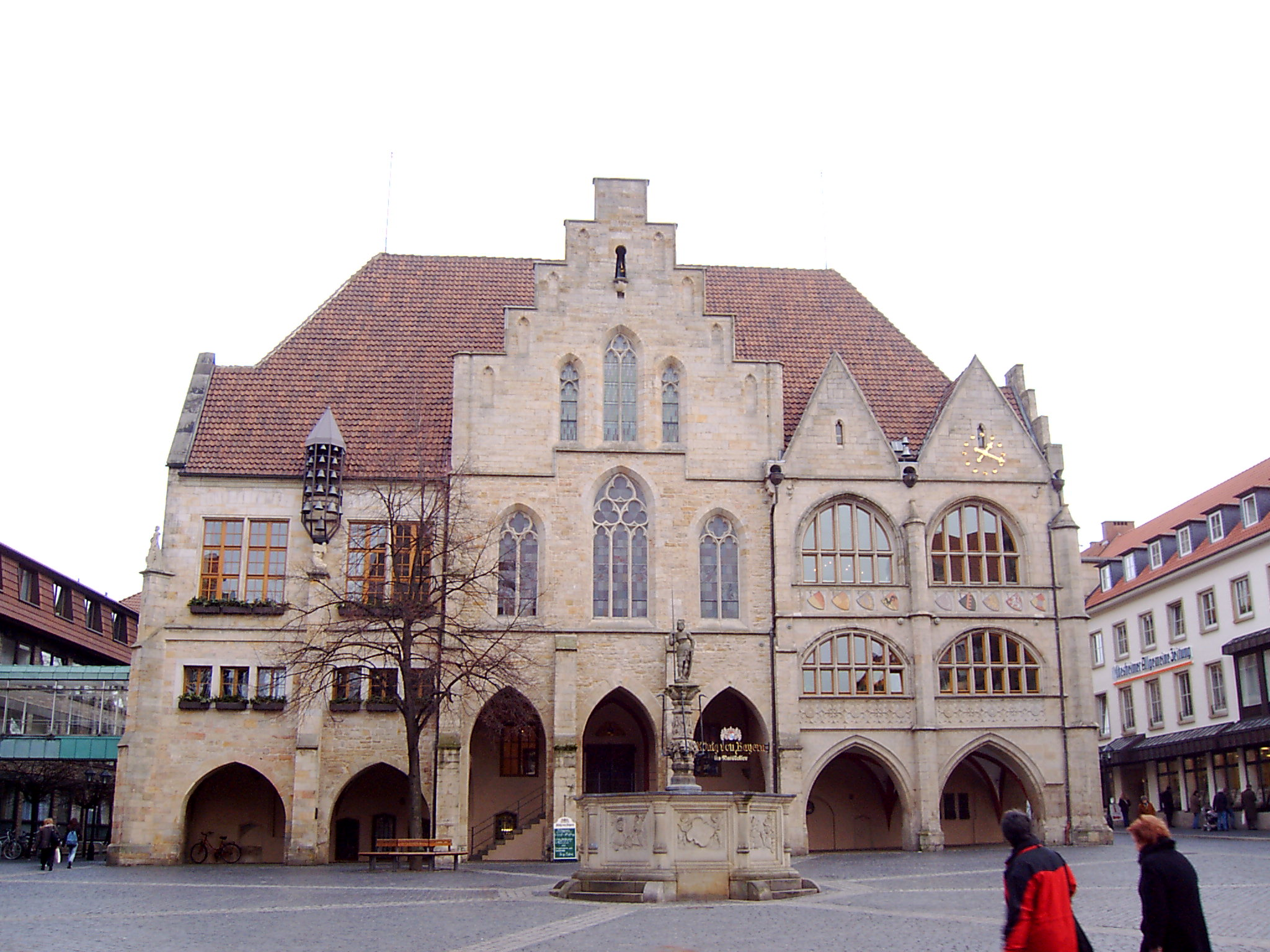
Toà thị chính Hildesheim.